# Tipula (Acutipula) alphaspis
Tipula (Acutipula) alphaspis is een tweevleugelige uit de familie langpootmuggen (Tipulidae). De soort komt voor in het Afrotropisch gebied.